# The Hunt (Zona crepusculară)
The Hunt este episodul 84 al serialului american Zona crepusculară. A fost difuzat inițial pe 26 ianuarie 1962 pe CBS.

## Intriga
Hyder Simpson este un muntean⁠(d) bătrân care locuiește împreună cu soția sa Rachel și câinele său Rip în pădure. Acesta se pregătește să plece împreună cu Rip - care în trecut i-a salvat viața - la vânătoare de ratoni⁠(d) la noapte, însă Rachel încearcă să-l oprească, deoarece a observat câteva semne de rău augur în ultima perioadă. Când Rip se scufundă într-un iaz după un raton, Hyder sare după el. În următorul cadru, doar ratonul iese din apă. În dimineața următoare, Hyder și Rip se trezesc lângă iaz. Se întorc acasă, unde Hyder descoperă că Rachel, preotul și vecinii nu-l pot vedea sau auzi pentru că sunt preocupați de înmormântarea lui și a câinelui său.
Călătorind de-a lungul drumului, Hyder și Rip întâlnesc un gard necunoscut și îl urmează. Aceștia ajung la o poartă îngrijită de un bărbat necunoscut, care îi explică că Hyder poate intra pe câmpiile Elizee ale vieții de apoi, însă animalele nu au voie. Bătrânul refuză furios să intre fără câinele său și decide să-și continue drumul, susținând că „orice loc care este prea pretențios pentru Rip este mult prea extravagant pentru mine”.
Mai târziu, Hyder și Rip se opresc să se odihnească. Cei doi sunt abordați de un tânăr înger trimis să-i găsească și să-i ducă în Paradis⁠(d). Când Hyder îi povestește de bărbatul necunoscut întâlnit, îngerul îi spune că poarta respectivă este de fapt intrarea în Iad. Paznicul porții nu i-a permis să intre, deoarece câinele său ar fi simțit mirosul de pucioasă⁠(d) și și-ar fi avertizat stăpânul. Îngerul îi spune:„Vedeți, domnule Simpson, un bărbat va intra direct în Iad cu ambii ochi deschiși. Dar nici Diavolul nu poate păcăli un câine!”. În timp ce îngerul îl conduce pe Hyder de-a lungul Drumului Eternității către Rai, acesta îi spune bătrânului că în acea noapte sunt programate dansuri⁠(d) și o vânătoare de ratoni. De asemenea, îl asigură pe Hyder că Rachel, care va străbate acest drum în curând, nu se va lăsa păcălită de paznicul Iadului.

## Distribuție
- Arthur Hunnicutt - Hyder Simpson
- Jeanette Nolan - Rachel Simpson
- Titus Moede - Wesley Miller
- Orville Sherman - Tillman Miller
- Charles Seel - preotul Wood
- Robert Foulk - paznicul
- Dexter Dupont - îngerul